# Hyaloscypha albohyalina
Hyaloscypha albohyalina är en svampart. Hyaloscypha albohyalina ingår i släktet Hyaloscypha och familjen Hyaloscyphaceae.  Arten är reproducerande i Sverige.

## Underarter
Arten delas in i följande underarter:
- spiralis
- tigillaris
- albohyalina